# Русалки (картина Крамського)
«Русалки» — картина українського художника Івана Крамського (1837—1887), написана в 1871 році. Картина є частиною зборів Державної Третьяковської галереї (інв. 647). Розмір картини — 88 × 132 см.
Також зустрічаються згадки картини під назвами «Сцена з „Травневої ночі“ Гоголя» і «Майська ніч».

## Історія
Картина «Русалки» була написана Крамським за мотивами повісті Миколи Гоголя «Майська ніч, або Утоплена» з циклу «Вечори на хуторі біля Диканьки». Крамськой закінчував картину влітку 1871 року в селі Хотінь Харківської губернії (нині селище міського типу, що знаходиться в Сумській області України), де він жив у маєтку Хотінь, що належав Павлу Сергійовичу Строганову і його дружині Ганні Дмитрівні.
Картина, під назвою «Сцена з „Травневої ночі“ Гоголя», була представлена на 1-й виставці Товариства пересувних художніх виставок («передвижників»), що відкрилася в Петербурзі в кінці 1871 року. У 1872 році художник вніс деякі зміни в картину.

## Опис
Головним для Крамського в цій картині було проілюструвати розповідь Гоголя, а передати незвичайну, поетичну красу місячної української ночі. Крамськой писав:
Все намагаюся в даний час зловити місяць… Важка штука місяць…
Я радий, що з таким сюжетом остаточно не зломив собі шиї і якщо не спіймав місяця, то все-таки щось фантастичне вийшло…
На картині зображений берег річки, у якого в місячну ніч розташувалися русалки-утоплениці. Фігури дівчат безтілесні і усунуті від зовнішнього світу, вони занурені в стан внутрішньої зосередженості, безпросвітної нудьги і глибокого смутку. Поетичність картини обумовлена зображенням м'якого місячного світла.

## Відгуки
Письменник та історик культури Володимир Порудоминський так писав про цю картину у своїй книзі про Крамського:
… не сон, а разом сон і ява повинні виникнути на полотні; геть старий будинок на горі — замість нього гоголівські же (і Крамського — він народився, виріс в такий) криті соломою хатки; не місяць — тільки світло його і цей побачений Гоголем срібний туман, дивне п'янке сяйво, що випромінюється стінами хат і стовбурами дерев, гущею очерету, кольором яблунь, сумними, співучими фігурами дівчат-русалок, які не просто мають бути зображені, але як би звучати повинні в картині задумливою сумною мелодією …